# Can Geli (Vilamacolum)
Can Geli és un gran casal que situat a davant de l'Ajuntament, al centre del poble de Vilamacolum (l'Alt Empordà). Can Geli és una casa pairal que té el seu origen probablement en el segle xvi. L'edifici actual és producte de la reconstrucció efectuada l'any 1875 sobre les restes del mas anterior, de dimensions més reduïdes. M. Àngels Anglada, poeta i escriptora, va inspirar-se en aquest casal i en diversa documentació conservada sobre fets esdevinguts durant la segona meitat del segle xix per a la seva novel·la Les Closes, ja que la casa era de la família del seu marit, Jordi Geli Aguadé, amb qui també va escriure un llibre sobre la pagesia.
La seva planta és rectangular i coberta a quatre vessants. La façana principal presenta, a la planta baixa, cinc portes: la central és d'arc escarser i, a banda i banda, disposades simètricament, hi ha dues d'arc deprimit convex i dues d'arc de mig punt, modificades. Al primer pis hi ha un balcó amb tres obertures i dos balcons sense volada a banda i banda, i el segons pis és ocupat per un balcó a l'obertura central, dos balcons ampitadors a l'esquerra i dues finestres allindanades a la dreta. A la façana lateral dreta hi ha tres pisos d'arcs de mig punt, en la seva major part tapiats o modificats. Cal remarcar l'interès que oferixen les sales interiors d'aquest casal, decorades amb motius romànics i modernistes. Hi ha una capella-oratori dedicada a la Mare de Déu de Gràcia, d'inspiració clàssica, amb coberta de canó amb llunetes. El conjunt es completa amb un jardí.